# ميهاي بوبيسكو
ميهاي بوبيسكو (بالرومانية: Mihai Popescu) مواليد 15 مارس 1985 في رومانيا، هو لاعب كرة يد روماني يلعب كحارس مرمى. مثل منتخب رومانيا لكرة اليد.

## الإنجازات
- الدوري الفرنسي لكرة اليد:
  - الميدالية الفضية: 2015-16
- الدوري الروماني لكرة اليد:
  - الفوز: 2004، 2006، 2007، 2009، 2010، 2011، 2012، 2013، 2014
- كأس أبطال الكؤوس الأوروبية لكرة اليد:
  - نصف النهائي: 2006
- كأس أوروبا لكرة اليد:
  - المركز الرابع: كأس أوروبا لكرة اليد 2013–14

## روابط خارجية
- ميهاي بوبيسكو على موقع الاتحاد الأوروبي لكرة اليد (الإنجليزية)